# Palau Molina

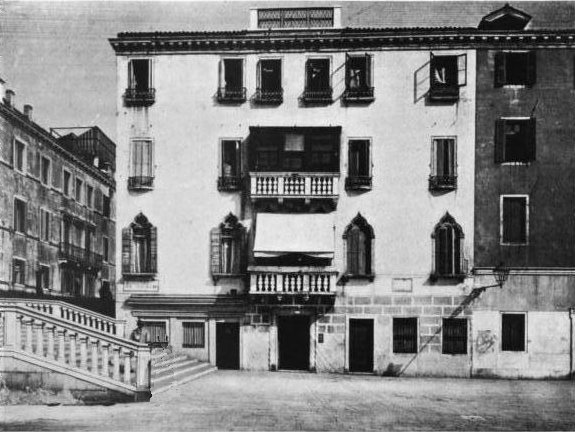
Façana del Palau di Riva degli Schiavoni amb la base del Ponte del Sepolcro a l'esquerra

El Palau Molina o Palau delle Due Torri (Palau de Due Torri) o Palau Navager és un palau d'estil gòtic situat a la Riva degli Schiavoni núm. 4145 al barri de Castello de Venècia, adjacent al Ponte del Sepolcro, abans anomenat Ponte di Ca' Navager. És conegut per haver estat la llar, durant uns cinc anys, del poeta Francesco Petrarca.

## Història
El palau pertanyia originalment a la família Navager o Navagero; el seu escut d'armes està esculpit al pou del pati interior, en alguns terrenys i cases comprats el 1483 als monjos de San Michele in Isola i Sant'Andrea d'Ammiana. Aquest palau va ser la residència de l'historiador Andrea Navagero i del seu nebot homònim Andrea (1483-1529), estadista, poeta, historiador i botànic venecià, que va morir a Bles, mentre era ambaixador a França.
El palau va romandre propietat de la família fins a la mort de Pietro Navagero, l'últim descendent, el 1743. La zona va tenir un monestir del Sepulcre i un edifici amb dues torres.

## Casa de Petrarca
El palau també és conegut com la Casa de Petrarca local. Aquí és on van viure la filla de Petrarca, Francesca, i el seu marit, Francescuolo da Brossano, amb la seva família juntament amb el famós poeta entre el 1362 i el 1367.
La idea de viure a Venècia va sorgir a Petrarca de la seva profunda admiració per la Sereníssima, que considerava el miracle de la civitas. Petrarca també podia comptar amb molts amics a Venècia, especialment a la cancelleria. Un amic venecià molt especial de rang diplomàtic va ser el Gran Canceller Benintendi de Ravagnani, que va ajudar a establir la donació de la Biblioteca de Petrarca a la Biblioteca de Sant Marc, tot i que molts d'aquests textos es van perdre.